# Южное (Феодосия)
Ю́жное (до 1948 года Султа́новка, также Султа́н-Сала́; укр. Южне, крымскотат. Sultan Sala, Султан Сала) — село на юго-востоке Крымского полуострова. Согласно административно-территориальному делению России — входит в городской округ Феодосия Республики Крым, согласно административно-территориальному делению Украины — в Феодосийский горсовет Автономной Республики Крым, в составе Насыпновского сельсовета.

## Население
| 2001 | 2014 |
| ---- | ---- |
| 813  | ↘318 |

### Динамика численности
| - 1864 год — 38 чел. - 1892 год — 0 чел. - 1902 год — 62 чел. - 1915 год — 258 чел. - 1926 год — 407 чел. | - 1989 год — 310 чел. - 2001 год — 813 чел. - 2009 год — 775 чел. - 2014 год — 318 чел. |

Всеукраинская перепись 2001 года показала следующее распределение по носителям языка
| Язык             | Процент |
| ---------------- | ------- |
| русский          | 48,71   |
| крымскотатарский | 45,76   |
| украинский       | 4,31    |
| другие           | 0,74    |

## Современное состояние
На 2018 год в Южном числится 36 улиц; на 2009 год, по данным сельсовета, село занимало площадь 188 гектаров на которой, в 124 дворах, проживало 775 человек.
В селе действует фельдшерско-акушерский пункт, Южное связано с Феодосией городскими автобусами.

## География
Расположено примерно в 16 километрах (по шоссе) от центра Феодосии (там же ближайшая железнодорожная станция), на юго-западных склонах хребта Тепе-Оба — крайнего северо-восточного отрога Главной гряды Крымских гор, у истоков ручья Мулла-Оглу-Чокрак, высота центра села над уровнем моря 100 м. Ближайший населённый пункт — село Подгорное. Транспортное сообщение осуществляется по региональным автодорогам 35Н-024 Южное — Орджоникидзе и 35Н-596 Подгорное — Южное (по украинской классификации — О-0-11502 и О-0-11514).

## История
Время возникновения поселения неизвестно, возможно, это произошло между 1520 и 1542 годами: в материалах первой переписи Кефинского санджака 1520 года Султан-Сала ещё не упоминается, а в документе 1542 года уже значится Султан-Саласы, приписанный к Кефе. В «Османском реестре земельных владений Южного Крыма 1680-х годов» в Султансаласы числилось 7 землевладельцев (все — мусульмане), владевших 965,5 дёнюмами земли.
Крымскому ханству Султан-Сала принадлежал всего 9 лет — от обретения ханством независимости в 1774 году до присоединения к России в 1783 году. В эти годы состоялось выселение в Приазовье крымских христиан — Султан-Салы также встречается в «Ведомости о выведенных из Крыма в Приазовье христианах» А. В. Суворова от 18 сентября 1778 года, согласно которой из деревни было выведено 15 грузин и 57 армян; армяне основали на Дону, в память о родине, село Султан-Салы, вместе с бывшими жителями-грузинами из Кафы, Бахчисарая, Карасубазара, Козлова, Какчиоя, Бешуя, Чермалыка и Урталака основали село Игнатьевка (ныне не существует). Видимо, деревня была чисто христианской, поскольку опустела полностью и в последующих доступных документах конца XVIII — начала XIX века не упоминается и вновь встречается в «Путеводителе путешественника по Крыму, украшенный картами, планами, видами и виньетами…» 1833 года Шарля Монтандона, как долина Султан-Сала и несколько разрозненных домиков, где живут русские крестьяне, роща и развалины мечети и на картах 1836 года, без указания числа дворов и 1842 года, на которой хутор Султановка обозначен условным знаком «малая деревня», то есть, менее 5 дворов.
В 1860-х годах, после земской реформы Александра II, деревню приписали к Владиславской волости. Согласно «Списку населённых мест Таврической губернии по сведениям 1864 года», составленному по результатам VIII ревизии 1864 года, Султановка (Султан-Сала) — владельческая греческая деревня с 6 дворами и 38 жителями при фонтане. На трёхверстовой карте Шуберта 1865—1876 года хутор Султановка обозначен без указания числа дворов,
После земской реформы 1890-х годов деревню приписали к Салынской волости. По «…Памятной книжке Таврической губернии на 1892 год» в Султановке, не входившей ни в одно сельское общество, жителей и домохозяйств не числилось, а на верстовке Крыма 1889 года в деревне — 23 двора с русским населением. По «…Памятной книжке Таврической губернии на 1902 год» на хуторе Султановка, входившем в Изюмовское сельское общество, числилось 5 жителей, домохозяйств не имеющих. По Статистическому справочнику Таврической губернии. Ч.II-я. Статистический очерк, выпуск пятый Феодосийский уезд, 1915 год, в селе Султановка Салынской волости Феодосийского уезда числилось 37 дворов (все дворы с землёй) с русским населением в количестве 258 человек приписных жителей, из которых 133 мужчины и 125 женщин. Жители владели 760 десятинами удобной земли. В хозяйствах имелось 79 лошадей, 30 волов, 39 коров и 619 голов овец, свиней, или коз.
После установления в Крыму Советской власти, по постановлению Крымревкома от 8 января 1921 года была упразднена волостная система и село вошло в состав вновь созданного Владиславовского района Феодосийского уезда, а в 1922 году уезды получили название округов. 11 октября 1923 года, согласно постановлению ВЦИК, в административное деление Крымской АССР были внесены изменения, в результате которых округа ликвидировались и Владиславовский район стал самостоятельной административной единицей. Декретом ВЦИК от 04 сентября 1924 года «Об упразднении некоторых районов Автономной Крымской С. С. Р.» в октябре 1924 года район был преобразован в Феодосийский и село включили в его состав. Согласно Списку населённых пунктов Крымской АССР по Всесоюзной переписи 17 декабря 1926 года, в селе Султановка, Коктебельского сельсовета Феодосийского района, числилось 85 дворов, из них 80 крестьянских, население составляло 407 человек, из них 277 русских, 120 греков и 10 украинцев. Постановлением ВЦИК «О реорганизации сети районов Крымской АССР» от 30 октября 1930 года из Феодосийского района был выделен (воссоздан) Старо-Крымский район (по другим сведениям 15 сентября 1931 года) и село включили в состав.
В годы Великой Отечественной войны, в декабре 1941 года — январе 1942 года, во время феодосийского десанта в районе Султановки погибли 19 воинов из 716-го и, 633-го стрелковых полков 157-й стрелковой дивизии 44-й армии. Вероятно, были бойцы и из других частей, но установлено всего пять фамилий. Павших похоронили на сельском кладбище, на могиле установлен обелиск. Постановлением Совета министров Республики Крым № 627 от 20 декабря 2016 года
памятник отнесён к категории объектов культурно-исторического наследия России регионального значения.
В 1944 году, после освобождения Крыма от фашистов, согласно постановлению ГКО № 5984сс от 2 июня 1944 года, 27 июня крымские греки были депортированы в Пермскую область и Среднюю Азию. 12 августа 1944 года было принято постановление № ГОКО-6372с «О переселении колхозников в районы Крыма» и в сентябре того же года в село приехали первые переселенцы, 1268 семей, из Курской, Тамбовской и Ростовской областей, а в начале 1950-х годов последовала вторая волна переселенцев. С 1954 года местами наиболее массового набора населения стали различные области Украины. С 25 июня 1946 года Султановка в составе Крымской области РСФСР. Указом Президиума Верховного Совета РСФСР от 18 мая 1948 года, Султановку переименовали в Южное. 26 апреля 1954 года Крымская область была передана из состава РСФСР в состав УССР. После ликвидации в 1959 году Старокрымского района село переподчинили Феодосийскому горсовету: на 15 июня 1960 года село уже в составе Насыпновского сельсовета Феодосии. Указом Президиума Верховного Совета УССР «Об укрупнении сельских районов Крымской области», от 30 декабря 1962 года Феодосийский горсовет был упразднён и село присоединили к Алуштинскому району. 1 января 1965 года, указом Президиума ВС УССР «О внесении изменений в административное районирование УССР — по Крымской области», вновь включили в состав Феодосийского горсовета. По данным переписи 1989 года в селе проживало 310 человек. С 12 февраля 1991 года село в восстановленной Крымской АССР, 26 февраля 1992 года переименованной в Автономную Республику Крым. С 21 марта 2014 года в составе Крыма аннексировано Россией, с 5 июня 2014 года — в Городском округе Феодосия.